# Holmtjärnen (Kalls socken, Jämtland, 705133-137035)
Holmtjärnen är en sjö i Åre kommun i Jämtland och ingår i Indalsälvens huvudavrinningsområde.